# Jake Paul vs. Mike Tyson
Jake Paul vs. Mike Tyson è stato un incontro di pugilato tra lo youtuber diventato pugile professionista Jake Paul e l'ex campione dei pesi massimi Mike Tyson. L'incontro si è svolto il 15 novembre 2024 presso lo AT&T Stadium di Arlington, Texas, ed è stato trasmesso in diretta da Netflix a livello mondiale, con un pubblico stimato di 65 milioni di telespettatori. Paul sconfisse Tyson ai punti per decisione unanime dei giudici, con punteggi di 80-72, 79-73 e 79-73.
Originariamente il match, un grande evento mediatico, era stato pianificato per il 20 luglio, ma fu posticipato a causa di un problema di salute di Tyson.
Il match è stato preceduto da una miniserie in tre episodi intitolata Countdown: Paul vs. Tyson, che documenta la preparazione dei due pugili, con commento di Ice-T.

## Contesto
Il 3 novembre 2023 fu diffusa la notizia che Netflix stava prendendo in considerazione di trasmettere in streaming un incontro di pugilato di Jake Paul.
Il 7 marzo 2024, Netflix e Most Valuable Promotions annunciarono la propria partnership nella produzione dell'evento, che avrebbe visto Paul affrontare l'ex campione indiscusso dei pesi massimi Mike Tyson il 20 luglio presso l'AT&T Stadium di Arlington, Texas. Il 2 aprile Tyson confermò che si sarebbe trattato di un incontro d'esibizione con regole speciali. Tuttavia, il 10 aprile Paul dichiarò di aver sottoposto una domanda ufficiale alla commissione sportiva Texas Combative Sports Program per sancire il match come professionistico. Il 29 aprile la Texas Department of Licensing and Regulations confermò ed approvò la richiesta.
Il 31 maggio Netflix annunciò la posticipazione dell'evento a causa di problemi d'ulcera di Tyson. Paul chiese sul social X (precedentemente conosciuto come Twitter) al suo rivale e collega youtuber-pugile KSI di sostituire Tyson. KSI rispose declinando l'offerta dato che aveva già un match in programma per agosto. Il 7 giugno Netflix confermò che la nuova data fissata per l'evento era il 15 novembre.

### Conferenze stampa pre-match
Prima dell'evento si sono svolte tre conferenze stampa nelle seguenti città:
- 13 maggio – Apollo Theater, Manhattan, New York, U.S.[18]
- 18 agosto – Javits Center, New York, U.S.[19]
- 13 novembre – Toyota Music Factory, Irving, Texas, U.S.[20]

Durante l'ultima conferenza stampa, all'atto della pesa, Tyson colpì con uno schiaffo Paul dopo che questi gli aveva accidentalmente calpestato un piede.

## L'incontro
L'incontro tra Paul e Tyson è stato sancito come un incontro professionistico dal Dipartimento delle licenze e dei regolamenti del Texas, con delle regole leggermente modificate. L'incontro è durato 8 riprese da 2 minuti ciascuna con guanti da 14 once. Erano consentiti knockout e atterramenti e non era presente alcuna protezione al capo.
Jake Paul entrò nell'arena sulle note della canzone In the Air Tonight di Phil Collins insieme al fratello Logan Paul a bordo di un pick-up Chevy Dually. Tyson arrivò camminando accompagnato da Murdergram dei Murder Inc. Quando entrambi i pugili furono sul ring, Tori Kelly cantò l'inno nazionale statunitense.
Nel primo round, entrambi i contendenti tennero la guardia alta, scambiandosi colpi a vicenda. Tuttavia, verso la fine del secondo round, Tyson sembrò iniziare a mostrare segni di stanchezza e si tenne sulla difensiva, schema che continuerà per tutto l'incontro. Alla fine dell'ultimo round, Paul alzò le braccia in segno di rispetto nei confronti di Tyson, e i due si abbracciarono sul ring.
Paul si aggiudicò il match ai punti per decisione unanime, con punteggi di 80-72, 79-73 e 79-73. Dopo l'incontro, Tyson dichiarò di non essere ancora pronto al ritiro. L'ex campione del mondo, tornato sul ring a 58 anni, dichiarò: «Non dovevo dimostrare niente a nessuno, solo a me stesso».
È stato riportato che la borsa spettante a Paul è di 40 milioni di dollari, mentre a Tyson andranno 20 milioni circa.

### Giudici e arbitro
- Arbitro: Mark Calo-oy
- Giudici: Laurence Cole, David Iacobucci e Jesse Reyes

## Il programma (PPV)
| N. | Match                                     | Titolo in palio                                                       | Risultato              | Round | Tempo |
| -- | ----------------------------------------- | --------------------------------------------------------------------- | ---------------------- | ----- | ----- |
| 1  | Jake Paul sconfigge Mike Tyson            |                                                                       | Decisione unanime (UD) | 8º    |       |
| 2  | Katie Taylor (c) sconfigge Amanda Serrano | Per i titolo femminile WBA, WBC, IBF, WBO e The Ring dei pesi leggeri | Decisione unanime (UD) | 10º   |       |
| 3  | Mario Barrios (c) sconfigge Abel Ramos    | Per il titolo WBC dei pesi welter                                     | Decisione divisa (SD)  | 12º   |       |
| 4  | Neeraj Goyat sconfigge Whindersson Nunes  |                                                                       | Decisione unanime (UD) | 6º    |       |

## Polemiche

### Differenza d'età tra Paul e Tyson
Molti criticarono Paul per avere scelto di affrontare Tyson a causa della significativa differenza d'età, mettendo in dubbio la credibilità del match. La differenza di 31 anni tra Tyson (58 anni) e Paul (27 anni) è la più grande nella storia del pugilato professionistico. L'ex UFC Middleweight Champion Sean Strickland criticò Paul su X, scrivendo "questo match dovrebbe essere illegale". KSI, collega youtuber di Paul, anch'esso diventato pugile, descrisse l'incontro su Instagram definendolo paragonabile a "molestie su un anziano".

### Problemi tecnici di Netflix
Netflix è stata criticata per gli evidenti problemi tecnici riscontrati durante la messa in onda dell'evento in diretta. Molti spettatori non furono in grado di assistere al match a causa del buffering. Molti microfoni e cuffie risultarono difettosi, con l'ospite Evander Holyfield impossibilitato a sentire le domande della conduttrice Kate Scott. Secondo DownDetector, circa 90.000 spettatori hanno segnalato interruzioni di segnale nell'ora precedente all'incontro.